# 舞陽県
舞陽県（ぶよう-けん）は中華人民共和国河南省漯河市に位置する県。

## 行政区画
- 鎮:舞泉鎮、呉城鎮、北舞渡鎮、蓮花鎮、辛安鎮、孟寨鎮、太尉鎮、侯集鎮、九街鎮、章化鎮

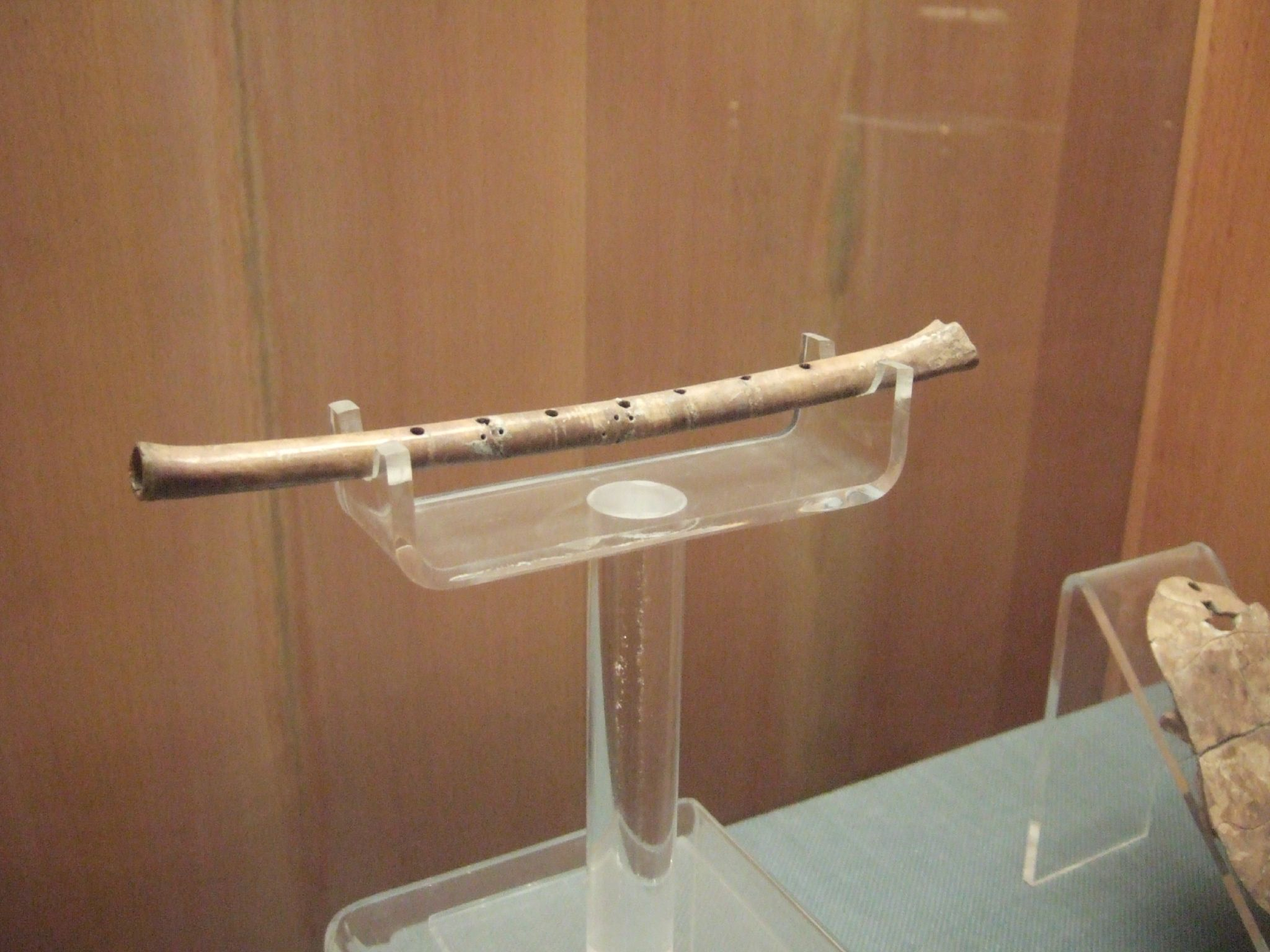
初期の笛

- 郷:文峰郷、保和郷、馬村郷、姜店郷

## 遺跡
- 賈湖遺跡：北舞渡鎮賈湖村で発掘された新石器時代の裴李崗文化の遺跡。賈湖契刻文字と呼ばれる原文字とされる記号の彫られた甲羅が見つかった。